# Hans-Henning Adler

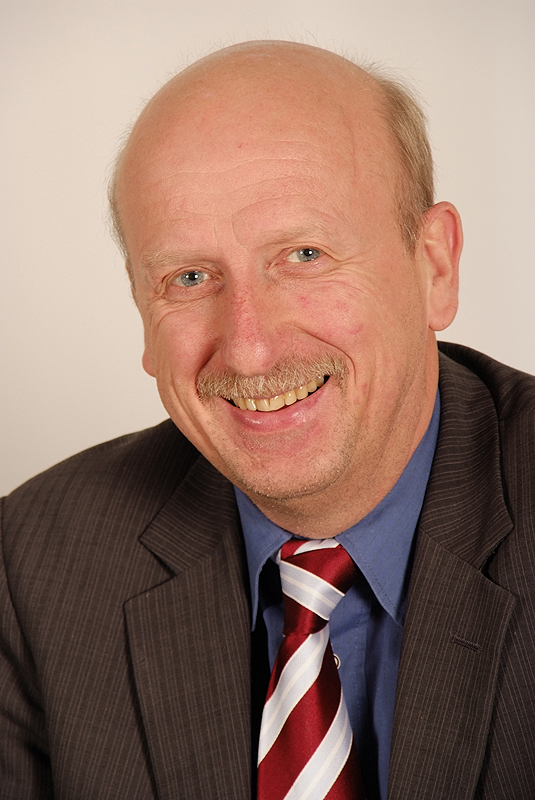
Hans-Henning Adler (2009)

Hans-Henning Adler (* 12. Dezember 1949 in Göttingen) ist ein deutscher Politiker (BSW, vormals Die Linke). Er war 2008 bis 2013 Abgeordneter des Niedersächsischen Landtags und 2010 bis 2013 Fraktionsvorsitzender der Linken.

## Leben
Adler machte im Jahr 1968 das Abitur am Felix-Klein-Gymnasium in Göttingen. Anschließend studierte er Rechtswissenschaften in Göttingen und Bonn. Während des Studiums war er von 1970 bis 1973 Mitglied des Gründungsausschusses der Universität Oldenburg. Im Jahr 1974 machte er das Erste Juristische Staatsexamen, zwei Jahre später folgte das Zweite Juristische Staatsexamen. Seit 1976 arbeitet er als Rechtsanwalt in Oldenburg; als solcher vertrat er Personen, die vom Radikalenerlass betroffen waren. Er ist Autor einiger Zeitschriftenartikel sowie eines Buches. Er ist verheiratet und hat drei Kinder.

## Politik
Während seines Jurastudiums war Adler bis 1970 Mitglied des SDS und des MSB Spartakus. Von 1969 bis 1989 gehörte er der DKP an. 1990 wurde er Gründungsmitglied der PDS in Niedersachsen, deren Landesvorsitzender er jahrelang war. Mehrere Jahre lang war er auch Mitglied der Statutenkommission der PDS. Seit 1996 gehört er dem Rat der Stadt Oldenburg an, wo er Vorsitzender einer vierköpfigen Fraktion der Linken ist. Vom 26. Februar 2008 an war er zudem Abgeordneter des Niedersächsischen Landtages, wo er ab 2010 Vorsitzender und rechtspolitischer Sprecher der Landtagsfraktion war. Außerdem ist er Mitglied der Verbandsversammlung des Oldenburgisch-Ostfriesischen Wasserverbandes (OOWV) und Mitglied der Verbandsversammlung des Sparkassenzweckverbandes.
Nachdem die Linke bei der Landtagswahl in Niedersachsen 2013 die Fünf-Prozent-Hürde nicht überwinden konnte, schied Adler aus dem Landtag aus. 
Im Dezember 2023 verkündete Adler seinen Parteiaustritt aus der Partei Die Linke. Seit 2024 gehört er dem Bündnis Sahra Wagenknecht an.

## Werke
- Die Ehe mit ausländischem Partner: Ein rechtlicher Ratgeber für Eheschließungen, ausländerrechtliche Probleme und Scheidungen, 2007 (ISBN 978-3-940758-03-3)